# Um Monstro em Paris
Um Monstro em Paris (em francês:  Un monstre à Paris) é um filme de animação computadorizada francês feito em 3D de 2011 dirigido por Bibo Bergeron. Apesar de ter sido um sucesso de crítica, o filme não conseguiu sucesso comercial.

## Sinopse
Na Paris de 1910, o tímido Emile e o vivaz e estabanado Raoul encontram-se para entregar uma carga a um misterioso químico e botânico. Mesmo sendo advertido pelo macaco Charles a não entrar no local, Emile entra por insistência de Raoul e começa a gravar no interior do local, já que Emile era aspirante a cineasta e projetor no cinema da cidade, e, por acidente, causam uma grande explosão com mistura de vários elementos químicos em testes. Esta explosão causa um efeito inesperado em uma pulga que sai do macaco, fazendo-à crescer e parecer um monstro, que assustado foge pelos telhados de Paris até "cair" à porta do cabaré dirigido por Lucille, uma jovem e arrogante cantora que, no fim da trama revela ser apaixonada por Raoul desde a primeira vez que se viram. Lucille também se assusta com a criatura porém ao ouvi-la cantar - um dos efeitos da explosão que misturou uma poção que dá a quem a toma uma voz suave de cantor - sobre sua vida desde a explosão, fica encantada e decide ajudá-lo a se esconder da caçada que se armara contra ele, liderada pelo comissário da polícia Maynott. Francoeur, como foi chamado o monstro por Lucille, se apresenta com ela no cabaré e se torna um grande sucesso despertando a curiosidade das pessoas. Mas o comissário não se encanta e intensifica ainda mais a caçada. Lucille, Raoul e Emile chegam a encenar uma morte do monstro em frente a todos, porém o comissário Maynott descobre a farsa e segue Francoeur até a Torre Eifel e pensa ter matado o monstro com um tiro quando, na verdade, o efeito da explosão passa e Francoeur volta a ser uma pulga pequena. Todos estão desolados até que, na última apresentação de Lucille, se descobre que Francoeur ainda está vivo dentro da orelha dela inspirando-a a cantar. Raoul pede ao misterioso químico que retorna de viagem para fazer uma nova poção para trazer de volta o já não mais monstro Francoeur.

## Elenco
| Versão francesa    | Versão inglesa   | Versão portuguesa | Personagem      |
| ------------------ | ---------------- | ----------------- | --------------- |
| Matthieu Chedid    | Sean Lennon      | Sean Lennon       | Francoeur       |
| Vanessa Paradis    | Vanessa Paradis  | Ana Vieira        | Lucille         |
| Gad Elmaleh        | Adam Goldberg    | Peter Michael     | Raoul           |
| Sébastien Desjours | Jay Harrington   |                   | Emile           |
| Ludivine Sagnier   | Madeline Zima    | Carla García      | Maud            |
| François Cluzet    | Danny Huston     |                   | Maynott         |
| Philippe Peythieu  | Bob Balaban      | Carlos Macedo     | Inspetor Páte   |
| Julie Ferrier      | Catherine O'Hara |                   | Madame Carlotta |
| Bruno Salomone     | Matthew Géczy    |                   | Albert          |

## Trilha sonora
A trilha sonora inclui canções e trechos do filme.
Faixas (Versão francesa)
1. "Les actualités" (0:27)
2. "La valse de Paris" (0:43)
3. "La Seine - Cabaret" (Vanessa Paradis) (1:17)
4. "Emile et Raoul" (2:00)
5. "Sur les toits" (1:28)
6. "Maynott" (1:05)
7. "La rencontre" (1:45)
8. "Un monstre à Paris" (-M-) (2:18)
9. "Le baptëme" (0:11)
10. "Francoeur" (2:13)
11. "Brume à Paname" (1:01)
12. "Cabaret" (1:02)
13. "La Seine" (Vanessa Paradis & Matthieu Chedid) (2:48)
14. "Perquisition" (0:59)
15. "Sacré coeur" (0:56)
16. "Papa Paname" (Vanessa Paradis) (2:23)
17. "Sue le fleuve" / "Tournesol" (1:15)
18. "Tour Eiffel infernale" (2:29)
19. "L'amour dans l'âme" (Matthieu Chedid) (1:30)
20. "Flashback" (1:39)
21. "U p'tit baiser" (Vanessa Paradis & Matthieu Chedid) (2:24)
22. "Funky baiser" (5:13)

Faixas (Versão inglesa)
1. "The News" (0:27)
2. "La Valse de Paris" (0:43)
3. "La Seine and I Cabaret" (Vanessa Paradis) (1:17)
4. "Emile Et Raoul" (2:00)
5. "Sur Les Toits" (1:28)
6. "Maynott" (1:05)
7. "La Rencontre" (1:45)
8. "A Monster In Paris" (Sean Lennon) (2:18)
9. "Lucille 'The Baptism' (0:11)
10. "Francoeur - Lucille" (2:13)
11. "Brume a Paname" (1:01)
12. "Cabaret" (1:02)
13. "La Seine and I" (Vanessa Paradis & Sean Lennon) (2:48)
14. "Perquisition" (0:59)
15. "Sacré Coeur" (0:56)
16. "Papa Paris" (Vanessa Paradis) (2:23)
17. "Sue Le Fleuve - Tournesol" (1:15)
18. "Tour Eiffel Infernale" (2:29)
19. "Love Is in My Soul" (Sean Lennon) (1:30)
20. "Flashback" (1:39)
21. "Just a Little Kiss" (Vanessa Paradis & Sean Lennon) (2:24)
22. "Funky Baiser" (5:13)